# Tárnoki Márk
Tárnoki Márk (Győr, 1991. május 11. –) magyar színházrendező.

## Életpályája
2006-2010 között a helyi Révai Miklós Gimnázium tanulója volt. 2010-től a Budapesti Corvinus Egyetem nemzetközi tanulmányok szakán, 2011-2012 között az ELTE Szabadbölcsész szak, film-esztétika szakirányán tanult. 2014-2019 között a Színház- és Filmművészeti Egyetem színházrendező szakán szerezte a diplomáját Ascher Tamás osztályában. Később az egyetem oktatója lett. 2023-tól a Szegedi Nemzeti Színház művészeti tanácsának tagja.

## Fontosabb rendezései
| Szerző              | Cím                                           | Helyszín                 | A bemutató éve |
| ------------------- | --------------------------------------------- | ------------------------ | -------------- |
| Gaetano Donizetti   | A csengő / Rita                               | Szegedi Nemzeti Színház  | 2024           |
| Mika Myllaho        | Pánik, avagy férfiak az idegösszeomlás szélén | Szegedi Nemzeti Színház  | 2023           |
| Joel Pommerat       | A két Korea újraegyesítése                    | Szegedi Nemzeti Színház  | 2023           |
| Mika Myllaho        | Pánik, avagy férfiak az idegösszeomlás szélén | B32 Galéria és Kultúrtér | 2023           |
| Szép Ernő           | Május                                         | Soltis Lajos Színház     | 2022           |
| Paolo Genovese      | Teljesen idegenek                             | Móricz Zsigmond Színház  | 2022           |
| Heinrich von Kleist | Az eltört korsó                               | Weöres Sándor Színház    | 2022           |
|                     | Hol a színészünk?                             | Szkéné Színház           | 2022           |
| Hajós Zsuzsa        | Csipkerózsika                                 | Vaskakas Bábszínház      | 2022           |
| Hajós Zsuzsa        | Teremtmények                                  | Katona József Színház    | 2021           |
| Háy János           | Szavalóverseny                                | Katona József Színház    | 2021           |
| Fazekas Mihály      | Lúdas Matyi                                   | Vaskakas Bábszínház      | 2019           |
| Jacobi Viktor       | Sybill                                        | Szigligeti Színház       | 2019           |
| Franz Kafka         | A per                                         | FAQ Színház              | 2019           |